# Molnár Anikó (labdarúgó)
Molnár Anikó (1973. március 27. –) válogatott labdarúgó, hátvéd.

## Pályafutása

### A válogatottban
1993 és 1994 között 11 alkalommal szerepelt a válogatottban.

## Sikerei, díjai
- Magyar bajnokság
  - bajnok: 1993–94, 1994–95, 1999–00
  - 2.: 1992–93

## Statisztika

### Mérkőzései a válogatottban
| Magyarország | Magyarország         | Magyarország         | Magyarország  | Magyarország | Magyarország  | Magyarország     | Magyarország | Magyarország |
| #            | Dátum                | Helyszín             | Hazai         | Eredmény     | Vendég        | Kiírás           | Gólok        | Esemény      |
| ------------ | -------------------- | -------------------- | ------------- | ------------ | ------------- | ---------------- | ------------ | ------------ |
| 1.           | 1993. június 18.     | Czechowice-Dziedzice | Lengyelország | 2 – 2        | Magyarország  | barátságos       | -            |              |
| 2.           | 1993. június 20.     | Dankowice            | Lengyelország | 0 – 0        | Magyarország  | barátságos       | -            |              |
| 3.           | 1993. szeptember 5.  | Medgyesegyháza       | Magyarország  | 1 – 2        | Románia       | barátságos       | -            |              |
| 4.           | 1993. szeptember 11. | Pándorfalu           | Ausztria      | 1 – 0        | Magyarország  | barátságos       | -            |              |
| 5.           | 1993. szeptember 26. | Espoo                | Finnország    | 1 – 1        | Magyarország  | Eb-selejtező     | -            |              |
| 6.           | 1993. október 16.    | Bergen               | Norvégia      | 8 – 0        | Magyarország  | Eb-selejtező     | -            | 80'          |
| 7.           | 1994. május 1.       | Kartal               | Magyarország  | 2 – 2        | Lengyelország | barátságos       | -            | 89'          |
| 8.           | 1994. szeptember 2.  | Madras               | India         | 1 – 8        | Magyarország  | nemzetközi torna | -            |              |
| 9.           | 1994. szeptember 6.  | Madras (IND)         | Magyarország  | 1 – 4        | Ghána         | nemzetközi torna | -            | 46'          |
| 10.          | 1994. szeptember 10. | Kecskemét            | Magyarország  | 4 – 4        | Csehország    | Eb-selejtező     | -            | 88'          |
| 11.          | 1994. szeptember 24. | Budapest             | Magyarország  | 0 – 1        | Finnország    | Eb-selejtező     | -            |              |
|              | Összesen             |                      |               | 11           | mérkőzés      |                  | 0            | gól          |